# Жуазейру (микрорегион)

Жуазейру на карте.

Жуазейру (порт. Microrregião de Juazeiro) — микрорегион в Бразилии, входит в штат Баия. Составная часть мезорегиона Вали-Сан-Франсискану-да-Баия. 
Население составляет 454 405 человек (на 2010 год). Площадь — 55 064,480 км². Плотность населения — 8,25 чел./км².

## Демография
Согласно сведениям, собранным в ходе переписи 2010 г. Национальным институтом географии и статистики (IBGE), население микрорегиона составляет:						
| Полное население                             | Полное население                             | Полное население                             | Полное население                             | 454 405 |
| -------------------------------------------- | -------------------------------------------- | -------------------------------------------- | -------------------------------------------- | ------- |
| в том числе:                                 | Городское население                          | 296 338                                      | Процент городского населения, %              | 65,21   |
|                                              | Сельское население                           | 158 067                                      | Процент сельского населения, %               | 34,79   |
|                                              | Мужское население                            | 226 995                                      | Процент мужского населения, %                | 49,95   |
|                                              | Женское население                            | 227 410                                      | Процент женского населения, %                | 50,05   |
| Плотность населения, чел/км²                 | Плотность населения, чел/км²                 | Плотность населения, чел/км²                 | Плотность населения, чел/км²                 | 8,25    |
| Население микрорегиона в % к населению штата | Население микрорегиона в % к населению штата | Население микрорегиона в % к населению штата | Население микрорегиона в % к населению штата | 3,24    |

## Статистика
- Валовой внутренний продукт на 2003 год составляет 1 667 823 293,00 реалов (данные: Бразильский институт географии и статистики).
- Валовой внутренний продукт на душу населения на 2003 год составляет 3852,33 реалов (данные: Бразильский институт географии и статистики).
- Индекс развития человеческого потенциала на 2000 год составляет 0,642 (данные: Программа развития ООН).

## Состав микрорегиона
В составе микрорегиона включены следующие муниципалитеты:
1. Кампу-Алегри-ди-Лордис
2. Каза-Нова
3. Кураса
4. Жуазейру
5. Пилан-Аркаду
6. Ремансу
7. Сенту-Се
8. Собрадинью